# Anosimparihy
Anosimparihy est une commune rurale malgache située dans la région de Vatovavy.